# جمال سميث
جمال سميث (بالإنجليزية: Jamaal Smith)‏ هو لاعب كرة قدم غياني، ولد في 22 فبراير 1988 في كندا. شارك مع منتخب غيانا لكرة القدم. أما مع النوادي، فقد لعب مع كاليدونيا إي آي إي.

## وصلات خارجية
- جمال سميث على موقع قاعدة بيانات كرة القدم.إي يو (الإنجليزية)
- جمال سميث على موقع ناشيونال فوتبول تيمز (الإنجليزية)
- جمال سميث على موقع Soccerway.com (الإنجليزية)